# Annett Louisan
Annett Louisan (nacida como Annett Päge el 2 de abril de 1977, en Havelberg) es una cantante y compositora alemana, célebre por temas como "Das Spiel" (El juego). Su nombre artístico, Louisan, se deriva del nombre de su abuela, Luise.

## Biografía
Louisan nació en Sajonia-Anhalt en tiempos de la antigua República Democrática Alemana (RDA). Tras la reunificación alemana emigra con su madre a Hamburgo. Annett creció con sus abuelos como hija única en Schönhausen (Elbe) y tuvo sus primeras experiencias con el canto en el coro de su escuela. En Hamburgo estudió en la Escuela Superior de Arte, lo cual financió con su trabajo de música.
Su fecha de nacimiento es motivo de polémica, ella da la fecha de 1979 como verdadera, mientras otras fuentes aseguran que nació en 1977. Annett misma dijo en una entrevista que su niñez quedó atrás y que hay gente de ese entonces que quieren hacerse más importantes de lo que fueron. Añadió que la edad de una mujer es sólo problema suyo.
Annett Louisan está casada, pero vive separada de su marido desde junio de 2008.

## Carrera musical

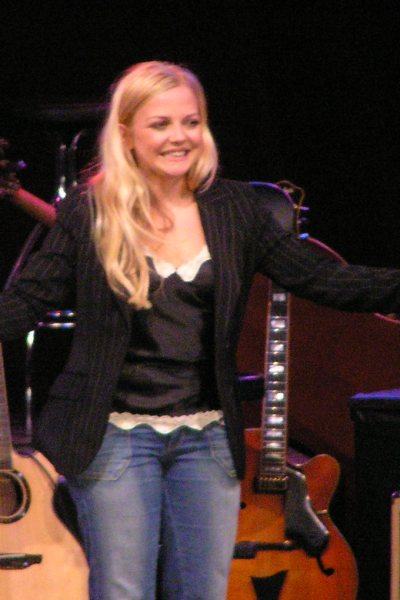
Presentación en vivo de Louisan (julio de 2005).

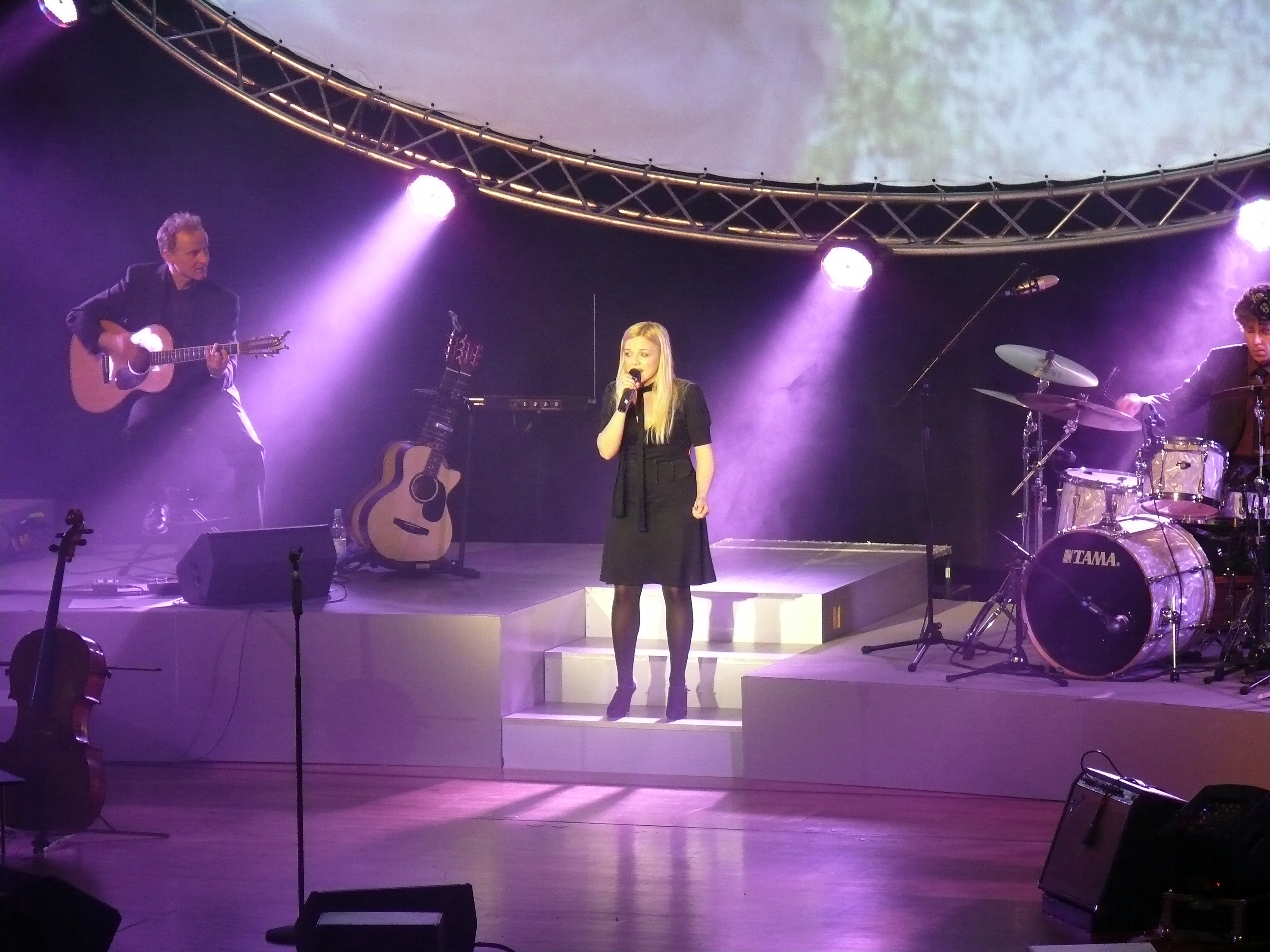
Annett Louisan en un concierto en Stuttgart el 20 de enero de 2008

Annett Lousian es una de las pocas intérpretes alemanas que han logrado subir a la fama en el sector del Pop con canciones estilo chanson. Su productor, Frank Ramond, y los compositores Hardy Kayser y Matthias Haß han impulsado sin duda su éxito.
Sus canciones cuentan sobre la mujer en la sociedad moderna y los problemas de género. Esto se nota más que nada en su primer sencillo "Das Spiel". En esta canción aparecen diferentes personajes con varias teorías respecto a la sexualidad y relaciones interpersonales, tales como la niña, la vampiresa y la emancipada.
Su segundo álbum es musicalmente más cercano a la chanson que al pop, al mismo tiempo que Annett intenta jugar con diferentes ritmos, tales como el Musette, el Tango y la Bossa Nova.
Annett Louisan cantó la canción de apertura („Der kleine Unterschied“) para el éxito de cines alemán „Warum Männer nicht zuhören und Frauen schlecht einparken“ (Porque los hombres no escuchan y las mujeres estacionan mal). La canción apareció después en el álbum „Das optimale Leben“.

## Discografía
| Año  | Título             | Posición en Charts | Posición en Charts | Posición en Charts | Premios              |
| Año  | Título             | DE                 | AT                 | CH                 | Premios              |
| ---- | ------------------ | ------------------ | ------------------ | ------------------ | -------------------- |
| 2004 | Bohème             | 3                  | 11                 | 23                 | IFPI (D): 2× Platino |
| 2005 | Unausgesprochen    | 3                  | 19                 | 49                 | IFPI (D): 1× Platino |
| 2007 | Das optimale Leben | 2                  | 6                  | 7                  | IFPI (D): 1× Oro     |
| 2008 | Teilzeithippie     | 2                  | 6                  | 11                 | IFPI (D):            |

### Singles
| Año  | Título                     | Chart-Positionen | Chart-Positionen | Chart-Positionen | Chart-Positionen | Álbum                                                    |
| Año  | Título                     | DE               | AT               | CH               | EU               | Álbum                                                    |
| ---- | -------------------------- | ---------------- | ---------------- | ---------------- | ---------------- | -------------------------------------------------------- |
| 2004 | Das Spiel                  | 5                | 12               | 66               | 17               | Bohème                                                   |
| 2005 | Das Gefühl                 | 34               | 64               | –                | –                | Bohème                                                   |
| 2005 | Das große Erwachen         | 52               | 68               | –                | –                | Unausgesprochen                                          |
| 2006 | Eve (Online-Single)        | –                | –                | –                | –                | Unausgesprochen                                          |
| 2006 | Wer bin ich wirklich       | 29               | 54               | 46               | –                | Canción de la telenovela Lotta in Love / Unausgesprochen |
| 2007 | Das alles wär nie passiert | 52               | 71               | 30               | –                | Das optimale Leben                                       |
| 2007 | Was haben wir gesucht?     | –                | –                | –                | –                | Das optimale Leben                                       |
| 2008 | Drück die 1                | –                | –                | –                | –                | Teilzeithippie                                           |

### DVD
- 2006: Unausgesprochen (Live-DVD)
- 2007: Das optimale Leben (Live-DVD)

### Proyectos
- 2005: B-Seite (Rio Reiser Coverversion, „Familienalbum“)
- 2006: Das silberne Segel
- 2007: Kokettier nicht mit mir (Dúo con Götz Alsmann, Album „Mein Geheimnis“)
- 2007: Der kleine Unterschied
- 2008: Frei wie der Wind (canción Abspann de la película de Disney Tinkerbell)

### Premios
2004
- Disco de oro: 1× oro por Bohème

2005
- Echo: Künstlerin des Jahres national Rock/Pop
- Goldene Stimmgabel: Erfolgreichste Solistin Pop
- Disco de oro: 3× oro und 2× platino porBohème
- DIVA-Award: New Talent of the Year

2006
- Disco de oro: 1× oro y 1xplatin por Unausgesprochen
- Goldene Stimmgabel: Erfolgreichste Solistin Pop

2007
- Disco de oro: 1× oro por Das optimale Leben